# تیم فوتبال المپیک اتحاد جماهیر شوروی
تیم ملی فوتبال المپیک شوروی ، از سال ۱۹۵۲ تا ۱۹۹۰ نماینده اتحاد جماهیر شوروی بود. این تیم در تمام مسابقات فوتبال مقدماتی المپیک تابستانی شرکت کرد (به جز در سال ۱۹۸۰ که به عنوان میزبان انتخاب شد). اتحاد جماهیر شوروی تا سال ۱۹۹۲ که رسماً محدودیت‌های سنی وارد شد، از تیم یکم در مسابقات مقدماتی و فینال‌ها استفاده کرد به استثنای سال ۱۹۶۰ و ۱۹۶۴ که از تیم ملی دوم برای مسابقات مقدماتی استفاده می‌شد.

## تاریخچه
به‌طور رسمی تیم ملی المپیک شوروی در سال ۱۹۵۹ تأسیس شد پس از اینکه فیفا تصمیم خود را در سال ۱۹۵۸ مبنی بر منع حضور بازیکنان در فینال جام جهانی از حضور در المپیک منع کرد، تأسیس شد. اتحاد جماهیر شوروی تا سال ۱۹۵۸ در جام جهانی شرکت نکرد (نگاه کنید به جام جهانی ۱۹۵۸ (شرایط)). در عوض، از تیم اول خود (تیم پایه) برای حضور در المپیک (از سال ۱۹۵۲) استفاده کرد زیرا این مسابقات را مهم‌تر ارزیابی کرد. اتحاد جماهیر شوروی سوسیالیستی با وجود صدور حکم فیفا، همچنان از بهترین بازیکنان خود در المپیک استفاده کرد، با نام «تیم المپیک» کاملاً رسمی بود، همه بازیکنان در تیم ملی بودند و هم در جام جهانی و هم در المپیک شرکت می‌کردند.